# Elecciones municipales de Tunuyán de 2019
Las elecciones en el departamento de Tunuyán de 2019 tuvieron lugar el 1 de septiembre, desdoblándose de las elecciones provinciales. En dicha elección se eligieron intendente municipal y concejales. Estuvieron habilitados para votar 40,098 tunuyaninos, repartidos en 119 mesas electorales.
Las candidaturas oficiales se definieron en las elecciones primarias, abiertas, simultáneas y obligatorias (PASO) que tuvieron lugar el 28 de abril de 2019. El intendente en funciones, Martín Aveiro, resultó reelecto con el 73,44% de los votos.

## Resultados

### Elecciones primarias
Las elecciones primarias, abiertas, simultáneas y obligatorias (PASO) tuvieron lugar el 28 de abril de 2019. Se presentaron siete precandidatos a la intendencia por seis frentes políticos distintos.
|  | 68,64 % |

|  | 58,83 % |

|  | 24,97 % |

|  | 41,17 % |

|  | 2,35 % |

|  | 1,97 % |

|  | 1,18 % |

|  | 0,86 % |

|  | 97,88 % |

|  | 0,85 % |

|  | 1,26 % |

|  | 77,93 % |

|  | 100 % |

### Elecciones generales

#### Intendente
|  | 73,44 % |

|  | 26,56 % |

|  | 98,05 % |

|  | 0,94 % |

|  | 1,01 % |

|  | 75,97 % |

|  | 100 % |

#### Concejales
|  | 72,06 % |

|  | 27,94 % |

|  | 96,88 % |

|  | 2,10 % |

|  | 1,01 % |

|  | 75,97 % |

|  | 100 % |